# Leptogenys amon
Leptogenys amon är en myrart som beskrevs av Bolton 1975. Leptogenys amon ingår i släktet Leptogenys och familjen myror. Inga underarter finns listade i Catalogue of Life.